# Våtmarker längs Emåns nedre lopp
Våtmarker längs Emåns nedre lopp este o arie protejată (arie de protecție specială avifaunistică — SPA) din Suedia întinsă pe o suprafață de 623,1 ha, integral pe uscat.

## Localizare
Centrul sitului Våtmarker längs Emåns nedre lopp este situat la coordonatele 57°08′00″N 16°28′07″E / 57.1334°N 16.4687°E.

## Înființare
Situl Våtmarker längs Emåns nedre lopp a fost declarat arie de protecție specială avifaunistică în ianuarie 2002 pentru a proteja 13 specii de animale.

## Biodiversitate
Situată în ecoregiunea boreală, aria protejată nu include niciun habitat protejat.
La baza desemnării sitului se află mai multe specii protejate de  păsări (13): cocoșul de mesteacăn (Bonasa bonasia), erete de stuf (Circus aeruginosus), erete vânăt (Circus cyaneus), cristeiul de câmp (Crex crex), lebădă de iarnă (Cygnus cygnus), ciocănitoare neagră (Dryocopus martius), ciuvică (Glaucidium passerinum), cocor (Grus grus), sfrâncioc roșiatic (Lanius collurio), vultur pescar (Pandion haliaetus), viespar (Pernis apivorus), chiră de baltă (Sterna hirundo),  cocoș de munte (Tetrao urogallus).